# Тельди, Франческо

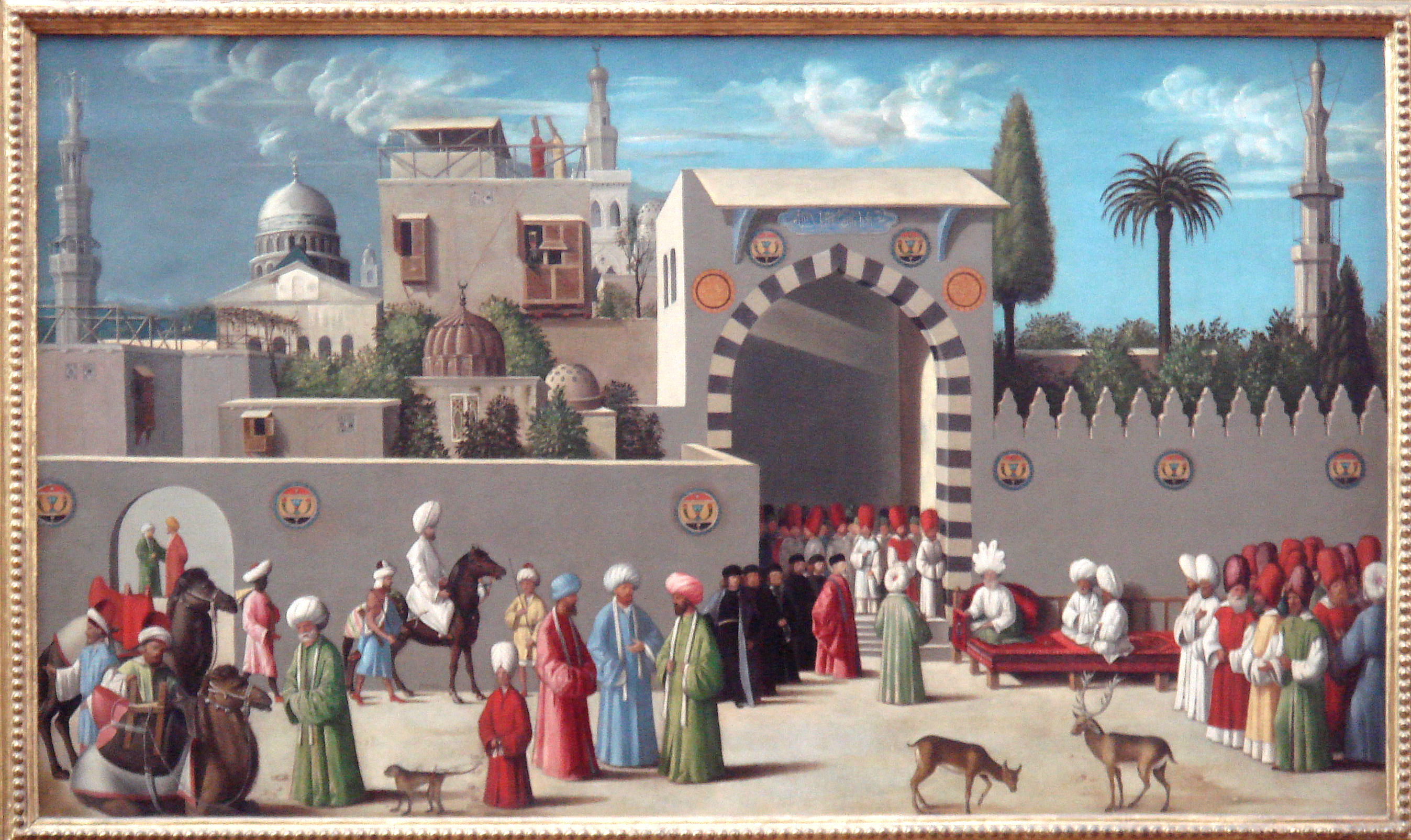
Венецианское посольство к мамлюкам в Дамаск. Картина неизвестного художника школы Джентиле Беллини.

Франческо Тельди (итал. Francesco Teldi) — венецианский купец и дипломат, посланный в начале XVI века с дипломатической миссией к египетским мамлюкам с целью обсудить совместные акции против Португалии в Индийском океане во время Португало-египетской войны.
К концу XV века торговля пряностями из Индии контролировалась арабами персидского залива и мамлюками Египта. Свою долю в торговле со странами Европы имела Венецианская республика. Эта ситуация изменилась в эпоху великих географических открытий, когда в начале XVI века Португалия, проложив морской путь в Индию, стала все настойчивей теснить арабов и мамлюков.
В 1504 году Венецианская республика, которая разделяла интересы египетских мамлюков в торговле пряностями и стремилась недопустить к ней португальцев, послала Франческо Тельди в Каир с дипломатической миссией, замаскированной под торговлю драгоценностями. На переговорах венецианцы обсуждали с султаном Египта Кансух аль-Гаури совместные действия Венецианской республики, Египетских Мамлюков, заморина Кожикоде и султана Хамбхата (англ. Khambhat), Гуджарат. Таким образом был основан своеобразный союз против португальцев.
Франческо Тельди принадлежала картина, изображающая венецианское посольство к мамлюкам в Дамаск, некоторые детали которой были использованы художником Джентиле Беллини при написании вида Каира для его покровителя, Франческо Гонзага.